# Габор Далнекі
Габор Делнекі (угор. Delneky Gábor; 29 травня 1932, Будапешт — 26 жовтня 2008) — угорський фехтувальник, який завоював золоту медаль у командних змаганнях шаблистів на літніх Олімпійських іграх 1960 року.
Делнекі втратив батьків у ранньому віці — мати померла, коли йому було 10, а батька помістили у військово-трудовий табір, коли йому було 13 років. Дельнекі займався спортом і навчався, а після здобуття освіти в галузі цивільного будівництва став керівником інженерного відділу угорської інженерної фірми Візитерв. У 1969 р. він іммігрував через Італію до США. Там здобув ступінь магістра інженерії в університеті Вісконсіна в Мілвокі, а продовжив інженерну освіту у Флориді та Іллінойсі. Врешті-решт він став американським громадянином і помер у Флориді, у віці 76 років.